# Sandown (New Hampshire)
Sandown è un comune degli Stati Uniti d'America facente parte della contea di Rockingham nello stato del New Hampshire.
Sandown è l'unico comune del New Hampshire in cui la maggioranza relativa degli abitanti discende da antenati italiani.